# Boscs septentrionals d'arbusts i matolls d'Acacia-Commiphora
Els boscs septentrionals d'arbusts i matolls d'Acacia-Commiphora és una ecoregió de l'ecozona afrotròpica, definida pel WWF (clau de l'ecoregió: AT0711), que s'estén a través de l'Àfrica oriental, principalment en Kenya, però també en Uganda, Sudan del Sud, Etiòpia i Tanzania. Aquesta ecoregió forma parteix de la regió anomenada Sabana d'acàcies de l'Àfrica oriental, inclosa en la llista Global 200.

## Territori
És una ecoregió de sabana semiàrida que ocupa una superfície total de 326.000 km² que va del nord-oest de Kenya abastant fins al sud del país, estenent-se també al nord-est d'Uganda, al sud-est del Sudan del Sud, al sud-oest d'Etiòpia i al nord-est de la Tanzània. Fita al nord i a oest amb la Sabana sudanesa oriental i el Mosaic de bosc i sabana de la conca del llac Victòria, a l'est amb l'ecoregió d'Arbusts i matolls Somalis d'Acàcia i Commiphora i les Arbusts i pastures xeròfites de Masai, a sud-est amb el Mosaic forestal costaner del nord de Zanzíbar-Hinhambane, i a sud-oest amb l'Arbusts i matolls Somalis d'Acàcia i Commiphora, les Pastures volcàniques del Serengeti, els llacs d'Halòfites d'Àfrica oriental i les Forests montanes d'Africa oriental; inclou a més diversos enclavaments, a les seves regions central i noroccidental, d'aquesta última ecoregió. El clima és tropical estacional, amb dues estacions de pluja: una principal entre març i juny i l'altra entre octubre i desembre. Les precipitacions varien molt d'un any a l'altre i són freqüents els períodes de sequera. De mitjana, les precipitacions anuals oscil·len entre els 200 mm propers al llac Turkana i els 600 mm a prop de la costa de Kenya. Els incendis són freqüents.

## Flora
La vegetació dominant és la sabana arbustiva, en la qual les espècies més representatives pertanyen als gèneres Acacia, Commiphora i Boswellia.

## Fauna
El nombre d'espècies animals molt és elevat. Entre els representants de la fauna spiccano variï ungulati adaptats a les condicions de aridità de la ecoregió: la zebra de Grévy (Equus grevyi), la beisa (Oryx beisa), el gerenuk (Litocranius walleri) i el kudù menor (Tragelaphus imberbis). Els darrers rinoceronts negres (Diceros bicornis) de l'Àfrica oriental es troben en zones protegides d'aquesta ecoregió. Les espècies endèmiques són escasses. Entre aquestes figuren quatre rossegadors: Gerbillus cosensi, Gerbillus pusillus, Gerbillus percivali i el talp Thallomys loringi; tres aus: l'allodola de Friedmann (Mirafra pulpa), l'allodola de Williams (Mirafra williamsi) i el garrul blanquinegre d'Hinde (Turdoides hindei); tres rèptils: els dragons Lygodactylus scheffleri i Lygodactylus laterimaculatus i la colobra Amblyodipsas teitana; un amfibi: la granota Hyperolius sheldricki.

## Conservació

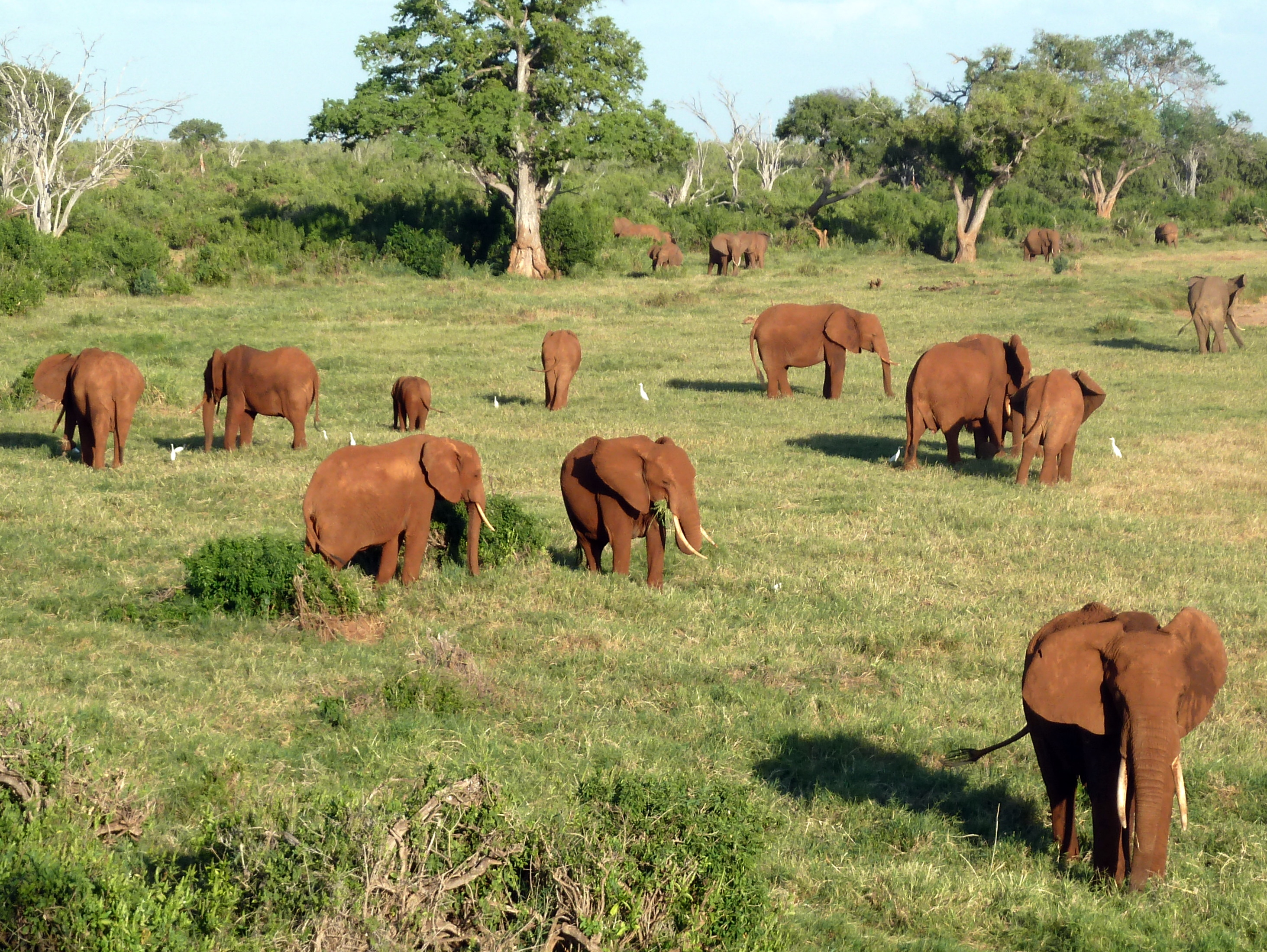
Elefants en l'est del Parc Nacional de Tsavo

L'ecoregió es considera vulnerable: les principals amenaces són l'augment del pasturatge i el turisme, la caça furtiva i l'explotació de recursos hídrics escassos. A l'interior hi ha nombroses àrees protegides: a Kenya el parc nacional Amboseli, el parc nacional de Chyulu, el parc nacional de Kora, el parc nacional de Longonot, el parc nacional de Maralai, el parc nacional de Meru, el parc nacional de Nairobi, el parc nacional Ol Donyo Sabuk, el parc nacional Tsavo, la reserva nacional de Buffalo Springs, la reserva nacional de Samburu i la reserva nacional del sud de Turkana; a Tanzània, el parc nacional Mkomazi i la reserva de caça Umba; finalment, a Uganda, la reserva de Matheniko i la reserva de Pian Upe.